# Conrad Detlev von Dehn
Conrad Detlev rigsgreve von Dehn (1688 i Preetz, Hertugdømmet Holsten – 28. januar 1753 i Haag, Holland) var holstensk greve og dansk diplomat, broder til Friedrich Ludwig von Dehn og Ferdinand August von Dehn.
Dehn ejede de tyske godser Wendhausen, Schöningen og Riddagshausen og gjorde primært karriere ved hoffet hos hertug August Wilhelm af Braunschweig-Wolfenbüttel i Wolfenbüttel. I 1726 blev han ophøjet i den tyske rigsgrevestand af kejser Karl VI.
Han var dansk gesandt i Sankt Petersborg 1734-36, i Madrid 1742-47 og i Haag 1749 til sin død 1753. Hans diplomatiske karriere var afbrudt af perioden 1736-42, hvor han var amtmand over Steinburg Amt. Dehn blev i 1731 dansk gehejmeråd og var Hvid Ridder (1727). 
Konrad Detlev von Dehn var to gange gift, nemlig 1. gang 1718 med Louise von Windthausen og 2. 1722 med Benedicta Hedevig von Cramm, men havde ikke børn.